# Wellington (Kansas)
Wellington é uma cidade localizada no estado americano de Kansas, no Condado de Sumner.

## Demografia
Segundo o censo americano de 2000, a sua população era de 8647 habitantes.
Em 2006, foi estimada uma população de 7991, um decréscimo de 656 (-7.6%).

## Geografia
De acordo com o United States Census Bureau tem uma área de
14,9 km², dos quais 14,6 km² cobertos por terra e 0,3 km² cobertos por água. Wellington localiza-se a aproximadamente 385 m acima do nível do mar.

## Localidades na vizinhança
O diagrama seguinte representa as localidades num raio de 28 km ao redor de Wellington.